# RAB21
RAB21 (англ. RAB21, member RAS oncogene family) – білок, який кодується однойменним геном, розташованим у людей на короткому плечі 12-ї хромосоми.  Довжина поліпептидного ланцюга білка становить 225 амінокислот, а молекулярна маса — 24 348.
| 10         |  | 20         |  | 30         |  | 40         |  | 50         |
| ---------- |  | ---------- |  | ---------- |  | ---------- |  | ---------- |
| MAAAGGGGGG |  | AAAAGRAYSF |  | KVVLLGEGCV |  | GKTSLVLRYC |  | ENKFNDKHIT |
| TLQASFLTKK |  | LNIGGKRVNL |  | AIWDTAGQER |  | FHALGPIYYR |  | DSNGAILVYD |
| ITDEDSFQKV |  | KNWVKELRKM |  | LGNEICLCIV |  | GNKIDLEKER |  | HVSIQEAESY |
| AESVGAKHYH |  | TSAKQNKGIE |  | ELFLDLCKRM |  | IETAQVDERA |  | KGNGSSQPGT |
| ARRGVQIIDD |  | EPQAQTSGGG |  | CCSSG      |  |            |  |            |

A: Аланін

C: Цистеїн

D: Аспарагінова кислота

E: Глутамінова кислота

F: Фенілаланін

G: Гліцин

H: Гістидин

I: Ізолейцин

K: Лізин

L: Лейцин

M: Метіонін

N: Аспарагін

P: Пролін

Q: Глутамін

R: Аргінін

S: Серин

T: Треонін

V: Валін

W: Триптофан

Задіяний у таких біологічних процесах як транспорт, транспорт білків. 
Білок має сайт для зв'язування з нуклеотидами, ГТФ. 
Локалізований у мембрані, ендоплазматичному ретикулумі, цитоплазматичних везикулах, апараті гольджі, ендосомах.